# Universidad Bautista de Florida
La Universidad Bautista de Florida es un colegio bautista privado en Graceville, Florida. Está afiliada a la Convención Bautista de Florida (Convención Bautista del Sur).

## Historia
La Universidad Bautista de Florida fue fundada en 1943 y es un ministerio cooperante de la Convención Bautista de Florida.   La escuela abrió sus puertas por primera vez en Lakeland, Florida como Florida Baptist Institute. Dos años más tarde, en 1945, pasó a llamarse Instituto Bíblico Bautista. La escuela se mudó a su ubicación actual en Graceville, Florida en 1953. En 1988, la escuela pasó a llamarse Florida Baptist Theological College y en 2000 pasó a llamarse Baptist College of Florida. Finalmente, en noviembre de 2023 tomó su nombre actual como Universidad Bautista de Florida. 
Originalmente se centró en capacitar a ministros bautistas, pero ahora ofrece títulos en teología, música, consejería, educación y negocios. Está acreditado a nivel nacional por la Asociación Nacional de Escuelas de Música y acreditado regionalmente por la Asociación de Colegios y Escuelas del Sur.

## Acreditación
Está afiliado a la Convención Bautista de Florida. 